# Genoa 1893 1982-1983
Questa voce raccoglie le informazioni riguardanti il Genoa 1893 nelle competizioni ufficiali della stagione 1982-1983.

## Stagione
Seconda salvezza consecutiva per i genoani nella stagione 1982-1983: con in più l'olandese Jan Peters la squadra navigò verso la salvezza senza troppi patemi d'animo, riuscendo addirittura ad avvicinarsi al quarto posto verso la metà del girone di ritorno. La sicurezza di restare in Serie A fu ottenuta pareggiando in casa per 1-1 alla penultima giornata con la Roma: il risultato fu favorevole anche alla squadra ospite che poté assicurarsi la vittoria del tricolore. Male in Coppa Italia con un'ingloriosa uscita al primo turno senza riuscire a vincere neanche una partita.

## Divise e sponsor

Il neoacquisto Jan Peters in azione con la divisa rossoblù della stagione

In questa stagione il Genoa sottoscrisse un contratto con l'Adidas, che divenne quindi il fornitore tecnico della società. Le maglie subirono pertanto una modifica, riguardante la comparsa delle tradizionali tre strisce bianche sulle spalle. Viene confermato lo sponsor ufficiale Seiko.
| Prima divisa |

## Organigramma societario
Area direttiva
- Presidente: Renzo Fossati
- Segretario: Amedeo Garibotti

Area sanitaria
- Medico sociale: Pierluigi Gatto
- Massaggiatore: Gerolamo Craviotto

Area tecnica
- Direttore sportivo: Giorgio Vitali
- Allenatore: Luigi Simoni
- Allenatore in seconda: Sergio Pini
- Allenatore Primavera: Attilio Perotti

## Rosa

Giuliano Fiorini, altro neoacquisto della stagione, anticipa il doriano Scanziani e realizza in tap-in il definitivo 1-1 nel derby del 28 novembre 1982.

| N. |                      | Ruolo | Calciatore           |
| -- | -------------------- | ----- | -------------------- |
|    | Italia (bandiera)    | P     | Nevio Favaro         |
|    | Italia (bandiera)    | P     | Silvano Martina      |
|    | Italia (bandiera)    | D     | Alessandro Chiodini  |
|    | Italia (bandiera)    | D     | Giuseppe Corti       |
|    | Italia (bandiera)    | D     | Mario Faccenda       |
|    | Italia (bandiera)    | D     | Carmine Gentile      |
|    | Venezuela (bandiera) | D     | Edgar Moras          |
|    | Italia (bandiera)    | D     | Claudio Onofri       |
|    | Italia (bandiera)    | D     | Vincenzo Romano (II) |
|    | Italia (bandiera)    | D     | Mario Somma          |
|    | Italia (bandiera)    | D     | Claudio Testoni      |
|    | Italia (bandiera)    | C     | Paolo Benedetti      |
|    | Italia (bandiera)    | C     | Francesco Boito      |

| N. |                        | Ruolo | Calciatore           |
| -- | ---------------------- | ----- | -------------------- |
|    | Italia (bandiera)      | C     | Pasquale Iachini     |
|    | Paesi Bassi (bandiera) | C     | Jan Peters           |
|    | Italia (bandiera)      | C     | Mario Ponti          |
|    | Belgio (bandiera)      | C     | René Vandereycken    |
|    | Italia (bandiera)      | C     | Fernando Viola       |
|    | Italia (bandiera)      | C     | Stefano Zarattoni    |
|    | Italia (bandiera)      | A     | Roberto Antonelli    |
|    | Italia (bandiera)      | A     | Massimo Briaschi (I) |
|    | Italia (bandiera)      | A     | Giuliano Fiorini     |
|    | Italia (bandiera)      | A     | Fabrizio Rizzola     |
|    | Italia (bandiera)      | A     | Roberto Russo        |
|    | Italia (bandiera)      | A     | Roberto Simonetta    |

## Calciomercato

### Sessione estiva
| Acquisti | Acquisti            | Acquisti   | Acquisti               |
| R.       | Nome                | da         | Modalità               |
| -------- | ------------------- | ---------- | ---------------------- |
| D        | Alessandro Chiodini | Carrarese  | definitivo             |
| D        | Edgar Moras         | Conegliano | definitivo             |
| C        | Johannes Peters     | AZ Alkmaar | definitivo (750 mln £) |
| C        | Stefano Zarattoni   | Siena      | definitivo             |
| A        | Roberto Antonelli   | Milan      | definitivo (900 mln £) |

| Cessioni | Cessioni               | Cessioni | Cessioni   |
| R.       | Nome                   | a        | Modalità   |
| -------- | ---------------------- | -------- | ---------- |
| D        | Leonardo Capezzuoli    | Juventus | definitivo |
| D        | Fabrizio Gorin         | Novara   | definitivo |
| C        | Giancarlo Fiordisaggio | Avellino | definitivo |

### Sessione autunnale
| Acquisti | Acquisti         | Acquisti | Acquisti   |
| R.       | Nome             | da       | Modalità   |
| -------- | ---------------- | -------- | ---------- |
| C        | Paolo Benedetti  | Napoli   | definitivo |
| C        | Fernando Viola   | Lazio    | definitivo |
| A        | Giuliano Fiorini | Bologna  | definitivo |

| Cessioni | Cessioni        | Cessioni | Cessioni   |
| R.       | Nome            | a        | Modalità   |
| -------- | --------------- | -------- | ---------- |
| A        | Francesco Boito | Reggiana | definitivo |
| A        | Roberto Russo   | Bologna  | definitivo |

## Risultati

### Serie A

#### Girone di andata
| Ascoli Piceno 12 settembre 1982 1ª giornata | Ascoli            | 0 – 0 | Genoa | Stadio Cino e Lillo Del Duca\| Arbitro: \| Angelelli (Terni) \| |
| Arbitro:                                    | Angelelli (Terni) |       |       |                                                                 |

| Arbitro: | D'Elia (Salerno) |

|  |           |                                    |
|  | Marcatori | 8’ Antognoni 42’ Pecci 73’ Bertoni |

| Arbitro: | Menegali (Roma) |

|           |           |                    |
| Borghi 8’ | Marcatori | 89’ (aut.) Dossena |

| Arbitro: | Menicucci (Firenze) |

|  |           |                    |
|  | Marcatori | 85’ (aut.) Testoni |

| Arbitro: | Pairetto (Torino) |

|  |           |              |
|  | Marcatori | 2’ Antonelli |

| Arbitro: | Agnolin (Bassano del Grappa) |

|                                           |           |  |
| Briaschi 14’ Lamagni 25’ (aut.) Corti 87’ | Marcatori |  |

| Arbitro: | Altobelli (Roma) |

|                                  |           |                                        |
| Antonelli 55’ Iachini 83’ (rig.) | Marcatori | 20’ (rig.) Edinho 34’ Tesser 66’ Orazi |

| Arbitro: | Menegali (Roma) |

|                             |           |                                    |
| De Agostini 13’ Mariani 51’ | Marcatori | 31’ Antonelli 78’ (aut.) Zaninelli |

| Arbitro: | Angelelli (Terni) |

|              |           |                 |
| Briaschi 47’ | Marcatori | 58’ Tagliaferri |

| Arbitro: | Mattei (Macerata) |

|                              |           |              |
| Altobelli 6’ Bergamaschi 88’ | Marcatori | 84’ Faccenda |

| Arbitro: | Agnolin (Bassano del Grappa) |

|             |           |            |
| Fiorini 80’ | Marcatori | 9’ Mancini |

| Arbitro: | Pairetto (Torino) |

|                     |           |                    |
| Ferrario 87’ (rig.) | Marcatori | 42’ (rig.) Iachini |

| Arbitro: | Benedetti (Roma) |

|                   |           |  |
| Garuti 17’ (aut.) | Marcatori |  |

| Arbitro: | Casarin (Milano) |

|                                   |           |  |
| Corti 1’ (aut.) Di Bartolomei 47’ | Marcatori |  |

| Arbitro: | Redini (Pisa) |

|                   |           |  |
| Scirea 37’ (aut.) | Marcatori |  |

#### Girone di ritorno
| Genova 16 gennaio 1983 16ª giornata | Genoa           | 0 – 0 | Ascoli | Stadio Luigi Ferraris\| Arbitro: \| Menegali (Roma) \| |
| Arbitro:                            | Menegali (Roma) |       |        |                                                        |

| Arbitro: | Agnolin (Bassano del Grappa) |

|                                   |           |               |
| Antonelli 64’ (aut.) Graziani 83’ | Marcatori | 45’ Antonelli |

| Arbitro: | Menicucci (Firenze) |

|            |           |                    |
| Romano 19’ | Marcatori | 30’ (aut.) Iachini |

| Arbitro: | Redini (Pisa) |

|                               |           |                              |
| Benedetti 55’ (aut.) Oddi 84’ | Marcatori | 18’ Briaschi 51’ (aut.) Oddi |

| Arbitro: | Paparesta (Bari) |

|                    |           |                 |
| Antonelli 61’, 74’ | Marcatori | 22’ (rig.) Moro |

| Arbitro: | Barbaresco (Cormons) |

|             |           |             |
| Pileggi 23’ | Marcatori | 83’ Fiorini |

| Arbitro: | Menegali (Roma) |

|                   |           |              |
| Edinho 55’ (rig.) | Marcatori | 50’ Briaschi |

| Arbitro: | Magni (Bergamo) |

|                                                 |           |          |
| Viola 4’ Iachini 11’ Briaschi 74’ Antonelli 90’ | Marcatori | 57’ Bivi |

| Arbitro: | Barbaresco (Cormons) |

|                            |           |  |
| Vignola 32’ Barbadillo 47’ | Marcatori |  |

| Arbitro: | Pairetto (Torino) |

|                                 |           |                                  |
| Briaschi 48’ Iachini 75’ (rig.) | Marcatori | 14’ Altobelli 56’ Bini 85’ Bagni |

| Arbitro: | Menicucci (Firenze) |

|                             |           |                   |
| Renica 30’ Viola 76’ (aut.) | Marcatori | 41’, 79’ Briaschi |

| Genova 24 aprile 1983 27ª giornata | Genoa                        | 0 – 0 | Napoli | Stadio Luigi Ferraris\| Arbitro: \| Agnolin (Bassano del Grappa) \| |
| Arbitro:                           | Agnolin (Bassano del Grappa) |       |        |                                                                     |

| Pisa 1º maggio 1983 28ª giornata | Pisa          | 0 – 0 | Genoa | Stadio Arena Garibaldi\| Arbitro: \| Longhi (Roma) \| |
| Arbitro:                         | Longhi (Roma) |       |       |                                                       |

| Arbitro: | D'Elia (Salerno) |

|             |           |            |
| Fiorini 41’ | Marcatori | 19’ Pruzzo |

| Arbitro: | Facchin (Udine) |

|                                                 |           |                           |
| Gentile 27’ (aut.) Platini 30’, 56’ Cabrini 86’ | Marcatori | 8’ Benedetti 64’ Briaschi |

### Coppa Italia

#### Girone 6
| Arbitro: | Bianciardi (Siena) |

|                |           |             |
| Briaschi I 29’ | Marcatori | 54’ Pezzato |

| Arbitro: | Altobelli (Roma) |

|              |           |  |
| Crialesi 85’ | Marcatori |  |

| Arbitro: | Menegali (Roma) |

|                                             |           |                                       |
| Briaschi I 17’ Iachini 58’ (rig.) Russo 73’ | Marcatori | 15’ Platini 25’ Scirea 51’, 63’ Rossi |

| Arbitro: | Lombardo (Marsala) |

|                        |           |                     |
| Lombardi 46’ Massi 89’ | Marcatori | 17’, 37’ Briaschi I |

| Arbitro: | Agnolin (Bassano del Grappa) |

|                            |           |                                    |
| Jordan 43’ Serena 67’, 72’ | Marcatori | 1’ (aut.) Tassotti 8’ Vandereycken |

## Statistiche

### Statistiche di squadra
| Competizione | Punti | In casa | In casa | In casa | In casa | In casa | In casa | In trasferta | In trasferta | In trasferta | In trasferta | In trasferta | In trasferta | Totale | Totale | Totale | Totale | Totale | Totale | DR |
| Competizione | Punti | G       | V       | N       | P       | Gf      | Gs      | G            | V            | N            | P            | Gf           | Gs           | G      | V      | N      | P      | Gf     | Gs     | DR |
| ------------ | ----- | ------- | ------- | ------- | ------- | ------- | ------- | ------------ | ------------ | ------------ | ------------ | ------------ | ------------ | ------ | ------ | ------ | ------ | ------ | ------ | -- |
| Serie A      | 27    | 15      | 5       | 6       | 4       | 19      | 16      | 15           | 1            | 9            | 5            | 15           | 22           | 30     | 6      | 15     | 9      | 34     | 38     | -4 |
| Coppa Italia |       | 2       | 0       | 1       | 1       | 4       | 5       | 3            | 0            | 1            | 2            | 4            | 6            | 5      | 0      | 2      | 3      | 8      | 11     | -3 |
| Totale       |       | 17      | 5       | 7       | 5       | 23      | 21      | 18           | 1            | 10           | 7            | 19           | 28           | 35     | 6      | 17     | 12     | 42     | 49     | -7 |

### Statistiche dei giocatori
Fonte:
| Giocatore       | Serie A  | Serie A | Serie A     | Serie A    | Coppa Italia | Coppa Italia | Coppa Italia | Coppa Italia | Totale   | Totale | Totale      | Totale     |
| Giocatore       | Presenze | Reti    | Ammonizioni | Espulsioni | Presenze     | Reti         | Ammonizioni  | Espulsioni   | Presenze | Reti   | Ammonizioni | Espulsioni |
| --------------- | -------- | ------- | ----------- | ---------- | ------------ | ------------ | ------------ | ------------ | -------- | ------ | ----------- | ---------- |
| R. Antonelli    | 23       | 7       | ?           | ?          | 4            | 0            | ?            | ?            | 27       | 7      | ?           | ?          |
| P. Benedetti    | 19       | 1       | ?           | ?          | -            | -            | -            | -            | 19       | 1      | 0+          | 0+         |
| F. Boito        | 5        | 0       | ?           | ?          | 5            | 0            | ?            | ?            | 10       | 0      | ?           | ?          |
| M. Briaschi (I) | 28       | 9       | ?           | ?          | 5            | 4            | ?            | ?            | 33       | 13     | ?           | ?          |
| A. Chiodini     | 9        | 0       | ?           | ?          | 4            | 0            | ?            | ?            | 13       | 0      | ?           | ?          |
| G. Corti        | 28       | 1       | ?           | ?          | 5            | 0            | ?            | ?            | 33       | 1      | ?           | ?          |
| M. Faccenda     | 30       | 1       | ?           | ?          | 5            | 0            | ?            | ?            | 35       | 1      | ?           | ?          |
| G. Fiorini      | 17       | 3       | ?           | ?          | -            | -            | -            | -            | 17       | 3      | 0+          | 0+         |
| C. Gentile      | 25       | 0       | ?           | ?          | 3            | 0            | ?            | ?            | 28       | 0      | ?           | ?          |
| P. Iachini      | 28       | 4       | ?           | ?          | 5            | 1            | ?            | ?            | 33       | 5      | ?           | ?          |
| S. Martina      | 30       | -38     | ?           | ?          | 5            | -11          | ?            | ?            | 35       | -49    | ?           | ?          |
| E. Moras        | 1        | 0       | ?           | ?          | -            | -            | -            | -            | 1        | 0      | 0+          | 0+         |
| C. Onofri       | 27       | 0       | ?           | ?          | 4            | 0            | ?            | ?            | 31       | 0      | ?           | ?          |
| J. Peters       | 19       | 0       | ?           | ?          | 1            | 0            | ?            | ?            | 20       | 0      | ?           | ?          |
| M. Ponti        | 1        | 0       | ?           | ?          | -            | -            | -            | -            | 1        | 0      | 0+          | 0+         |
| F. Rizzola      | 1        | 0       | ?           | ?          | -            | -            | -            | -            | 1        | 0      | 0+          | 0+         |
| V. Romano (II)  | 23       | 1       | ?           | ?          | 4            | 0            | ?            | ?            | 27       | 1      | ?           | ?          |
| R. Russo        | 3        | 0       | ?           | ?          | 5            | 1            | ?            | ?            | 8        | 1      | ?           | ?          |
| R. Simonetta    | 5        | 0       | ?           | ?          | 2            | 0            | ?            | ?            | 7        | 0      | ?           | ?          |
| M. Somma        | 5        | 0       | ?           | ?          | -            | -            | -            | -            | 5        | 0      | 0+          | 0+         |
| C. Testoni      | 28       | 0       | ?           | ?          | 5            | 0            | ?            | ?            | 33       | 0      | ?           | ?          |
| R. Vandereycken | 3        | 0       | ?           | ?          | 1            | 1            | ?            | ?            | 4        | 1      | ?           | ?          |
| F. Viola        | 22       | 1       | ?           | ?          | -            | -            | -            | -            | 22       | 1      | 0+          | 0+         |
| S. Zarattoni    | -        | -       | -           | -          | 2            | 0            | ?            | ?            | 2        | 0      | 0+          | 0+         |